# У Не Вин
У Не Вин (на английски: Ne Win; на бирмански: နေဝင်း, МФА: [nè wín]) – Не Вин, при раждането си Шу Маун) е бирмански политик, държавен и правителствен деец (президент, премиер, военен министър), генерал, ръководител на Бирма от 1958 до 1960 и от 1962 до 1988 г.

## Биография
Ражда се в интелигентско китайско семейство в Паунгдале, провинция Пегу (дн. Баго), Британска Бирма. Учи в Рангунския университет. От 1932 г. работи в департамента по пощи и телеграф. В навечерието на Втората световна война действува в националноосвободителната организация „Добама асиайон“, известна като „партия на такините“. Заедно с Аун Сан членува в групата „30-те другари“, образувала ядрото на Армията за независимост на Бирма.
В периода на японската окупация на Бирма (1942 – 1945) заема редица командни постове в Армията за независимост на Бирма, която е помагала на японците при освобождаването на страната от английското потисничество и окупация, бил е началник на щаба на Армията за отбрана на Бирма. Преминава инструктаж в Япония.
У Не Вин е министър-председател на независимия Бирмански съюз от 29 октомври 1958 до 4 април 1960 г. През февруари 1960 г. в резултат на изборите отстъпва властта на У Ну.
На 2 март 1962 г. осъществява военен преврат и създава система на власт, съчетаваща национализъм, марксизъм и будизъм, провъзгласява „бирманския път към социализма“. Основава се Партия на бирманската социалистическа програма (ПБСП, Ланзам) и той става председател на Централния организационен комитет и на Дисциплинарния комитет на партията.
Тогава е създаден държавно-правителственият Революционен съвет (от 1971 г.: Министерски съвет), председател на който е У Не Вин. Съветът действува до март 1974 г., когато се създава отделна длъжност за държавен глава. От 1958 до 1972 г. е също министър на отбраната.
След приемането през 1974 г. на нова конституция У Не Вин става председател на Държавния съвет, избиран от Народното събрание (парламента), считано за президент на Социалистическа република Бирмански съюз. Посещава СССР през 1961 и 1965 г.
За периода на властването на У Не Вин са извършени следните мероприятия:
- пълна национализация на промишлеността;
- прокуждане на чуждестранните предприемачи от страната;
- създаване на селскостопански кооперативи;
- въвеждане на разпределение на продоволствието на принципите на будизма;
- забраняване на опозиционните политически партии;
- прелом в гражданската война (течаща от 1948 г.): изтласкване в далечните краища на страната, в джунглата, на въоръжените отряди: на троцкисти – на Комунистическата партия на Бирма (червен флаг), на маоисти – на Комунистическата партия на Бирма (бял флаг), и на националните малцинства, борещи се за отцепване от Мианмар.